# Opticks

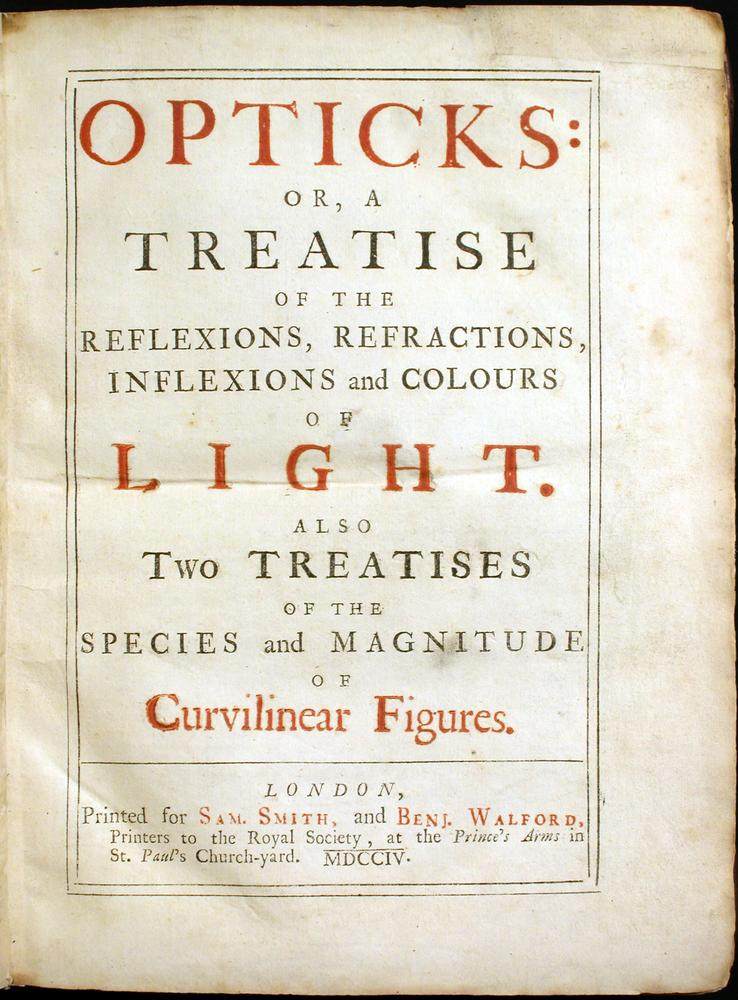
Opticks - Prima edizione - 1704

Opticks, or, a Treatise of the Reflections, Refractions, Inflections and Colours of Light  è un trattato, composto da tre libri, scritto da Isaac Newton e pubblicato per la prima volta in lingua inglese nel 1704 e, successivamente, nel 1706 in latino.  Nel trattato Newton descrive la natura della luce mediante fenomeni di rifrazione attraverso prismi e lenti e fenomeni di diffrazione, chiamata inflexion, nonché i fenomeni di dispersione della luce nello spettro dei suoi colori componenti.

## Contenuto
Il trattato, come scrive Newton nell'advertisement della prima edizione, è costituito in parte da scritti già inviati alla Royal Society nel 1675 e discussi in alcuni incontri della stessa Società,  ed in parte da scritti successivi. La pubblicazione del trattato, scrive ancora lo stesso autore, risultava ritardata rispetto alla stesura del testo, e sarebbe stata ancora rimandata se non avesse prevalso l’insistenza dei suoi amici, per evitare dispute scientifiche.

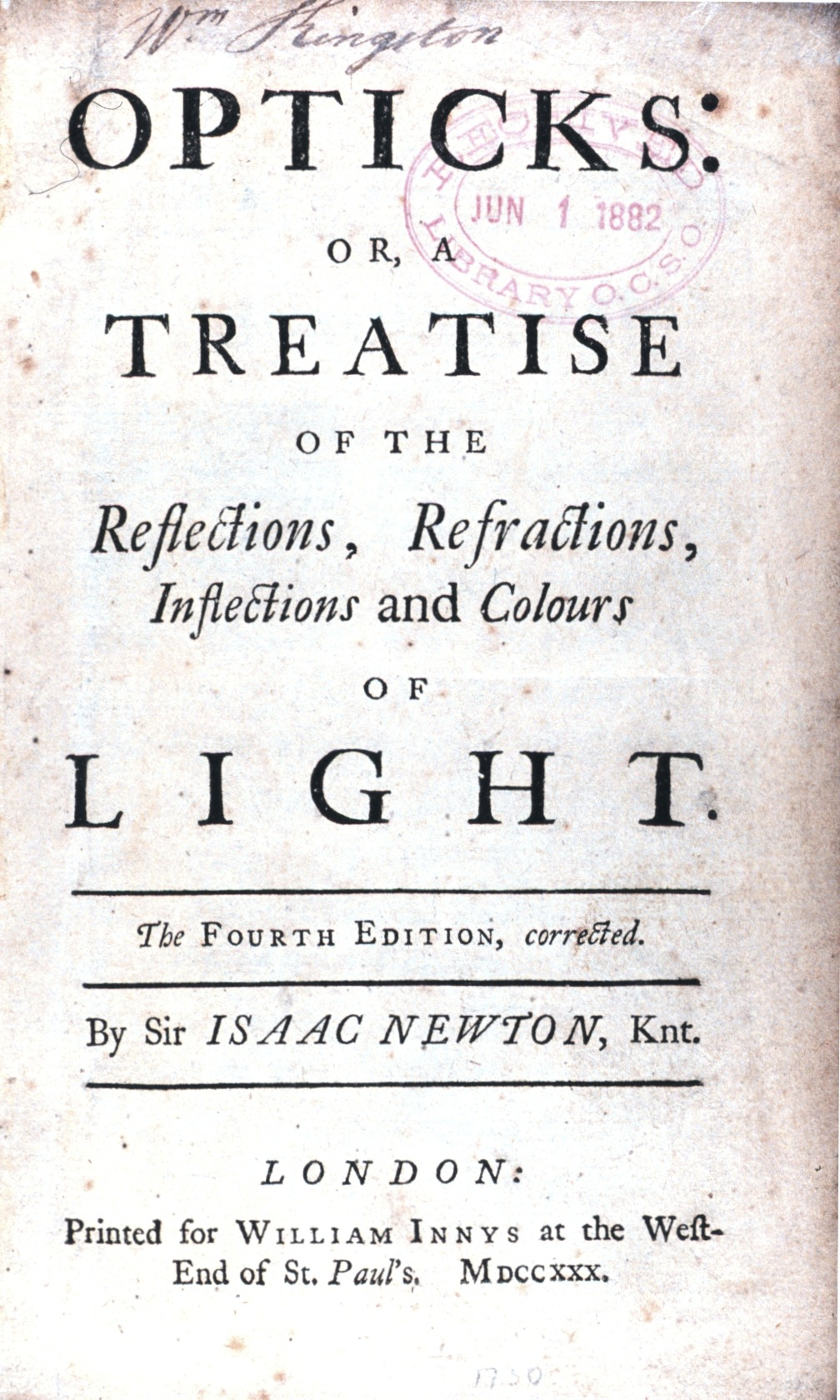
Opticks - Quarta edizione - 1730

Diversamente dall’altra opera di Newton, i Principia, l’Opticks non è basato sull’uso della convenzione geometrica delle proposizioni, sebbene l’autore faccia uso dello stesso termine nel trattato, che sono dimostrate deducendole da proposizioni precedenti o da lemmi o da assiomi. Nel trattato, invece, gli assiomi servono a definire il significato dei termini tecnici o le proprietà fondamentali della materia e della luce mentre le proposizioni descritte sono dimostrate mediante esperimenti specifici e esposti con cura. Ad esempio con un “Experimentum crucis” o “critical experiment” (esperimento critico) (Book I, Part II, Theorem II), Newton dimostra che il colore della luce corrisponde al suo “degree of refrangibility” (angolo di rifrazione) e che questo angolo non può essere cambiato da una successiva riflessione o rifrazione o facendo passare la luce attraverso un filtro colorato.
L'Opticks rappresenta un grande contributo al progresso della scienza ed è costituito sostanzialmente da un insieme di esperimenti, e di deduzioni ricavate da essi, che coprono un largo spettro di argomenti in quella che successivamente sarà chiamata fisica ottica.

## Struttura del trattato
L’Opticks è costituito da tre libri. Nell'edizione del 1704, ove nel frontespizio non compare il nome di Newton, è presente un advertisement dell’autore ed in appendice un elenco delle curve del terzo ordine (Enumeratio Linearum tertii ordinis) ed un trattato sulla quadratura delle curve (Tractatus de quadratura curvarum). Nell'’edizione del 1730 vi sono tre advertisement dell'autore e non sono più presenti le appendici.
- Primo libro: è costituito da due parti. Nella prima parte l’autore avverte che non è sua intenzione spiegare le proprietà della luce per ipotesi ma di proporle e provarle tramite il ragionamento e gli esperimenti. Nella prima parte Newton espone otto definizioni e otto assiomi quindi seguono otto proposizioni mentre nella seconda parte vi sono unicamente undici proposizioni.
- Secondo libro:  è costituito da quattro parti. Nella prima parte sono descritte le osservazioni concernenti le riflessioni, le rifrazioni e i colori di sottili corpi trasparenti. Nella seconda parte sono riportate alcune annotazioni sulle osservazioni precedenti mentre nella terza parte vengono descritti i colori dei corpi naturali e le analogie tra questi e i colori di piastre trasparenti sottili. Nella parte quarta, infine, vengono riportate le osservazioni concernenti la riflessione e i colori di spesse lastre lucide e trasparenti.
- Terzo libro: è costituito da un'unica parte con le osservazioni concernenti la diffrazione (inflexion) dei raggi di luce e dei colori che ne derivano.

L’Opticks si conclude con un insieme di Quesiti (Queries).  Nella prima edizione ve ne sono sedici, aumentati in numero nell’edizione latina del 1706 e nella seconda edizione inglese del 1717, passando a ben trentuno nell’edizione del 1730.
I Quesiti, specialmente gli ultimi, spaziano in un vasto campo di fenomeni fisici, e non solo, andando al di là di argomentazioni strettamente legate all’ottica, ma riguardando, tra l'altro, la natura e la trasmissione del calore (Query 8 ed altre), le possibili cause della gravità (Query 21 ed altre), la natura dell’azione chimica (Query 29 ed altre), la Creazione (Query 31), il giusto modo di fare scienza e perfino la condotta etica dell’Uomo (Query 31).